# Ecce homo Homolka
Ecce homo Homolka és una pel·lícula de comèdia txecoslovaca del 1970 dirigida per Jaroslav Papoušek sobre una família de tres generacions de Praga. Forma part d'una trilogia de comèdies juntament amb Hogo fogo Homolka (1971) i Homolka a tobolka (1972).

## Sinopsi
És un bon diumenge i la família Homolka està fent un pícnic en un bosc no gaire lluny de Praga. L'avi i l'àvia s'han instal·lat còmodament a l'herba, el seu fill Ludva es mulla al riu amb els seus dos fills bessons i la seva dona Hedus balla entre els arbres, mentre la cervesa es refreda a l'aigua.

## Repartiment
- Josef Šebánek - Avi
- Marie Motlová - Àvia
- František Husák - Ludva
- Helena Růžičková - Heduš
- Petr Forman - Bessó Péťa
- Matěj Forman - Bessó Máťa
- Yvonne Kodonová - Pavlínka
- Miroslav Jelínek - Jirka
- Jiří Dědík - Home en un cotxe
- Růžena Pružinová - Veí
- Karel Fridrich - Home a la finestra

## Recepció
Formà part de la selecció oficial al Festival Internacional de Cinema de Sant Sebastià 1970.